# Monacos Grand Prix 2025
Monacos Grand Prix 2025 (officielt navn: Formula 1 TAG Heuer Grand Prix de Monaco 2025) var et Formel 1-løb, som blev kørt den 25. maj 2025 på Circuit de Monaco i Monaco. Det var det ottende løb i Formel 1-sæsonen 2025.

## Kvalifikation
| Pos.               | Nr. | Kører                 | Konstruktør                  | Del 1    | Del 2     | Del 3    | Grid |
| ------------------ | --- | --------------------- | ---------------------------- | -------- | --------- | -------- | ---- |
| 1                  | 4   | Lando Norris          | McLaren-Mercedes             | 1.11,285 | 1.10,570  | 1.09,954 | 1    |
| 2                  | 16  | Charles Leclerc       | Ferrari                      | 1.11.229 | 1.10,581  | 1.10,063 | 2    |
| 3                  | 81  | Oscar Piastri         | McLaren-Mercedes             | 1.11,308 | 1.10,858  | 1.10,129 | 3    |
| 4                  | 44  | Lewis Hamilton        | Ferrari                      | 1.11,575 | 1.10,883  | 1.10,382 | 71   |
| 5                  | 1   | Max Verstappen        | Red Bull Racing-Honda RBPT   | 1.11,431 | 1.10,875  | 1.10,669 | 4    |
| 6                  | 6   | Isack Hadjar          | Racing Bulls-Honda RBPT      | 1.11,811 | 1.11,040  | 1.10,923 | 5    |
| 7                  | 14  | Fernando Alonso       | Aston Martin Aramco-Mercedes | 1.11,674 | 1.11,182  | 1.10,924 | 6    |
| 8                  | 31  | Esteban Ocon          | Haas-Ferrari                 | 1.11,839 | 1.11,262  | 1.10,942 | 8    |
| 9                  | 30  | Liam Lawson           | Racing Bulls-Honda RBPT      | 1.11,818 | 1.11,250  | 1.11,129 | 9    |
| 10                 | 23  | Alexander Albon       | Williams-Mercedes            | 1.11,629 | 1.10,732  | 1.11,213 | 10   |
| 11                 | 55  | Carlos Sainz Jr.      | Williams-Mercedes            | 1.11,707 | 1.11,362  | N/A      | 11   |
| 12                 | 22  | Yuki Tsunoda          | Red Bull Racing-Honda RBPT   | 1.11,800 | 1.11,415  | N/A      | 12   |
| 13                 | 27  | Nico Hülkenberg       | Kick Sauber-Ferrari          | 1.11,871 | 1.11,596  | N/A      | 13   |
| 14                 | 63  | George Russell        | Mercedes                     | 1.11,507 | Ingen tid | N/A      | 14   |
| 15                 | 12  | Andrea Kimi Antonelli | Mercedes                     | 1.11,880 | Ingen tid | N/A      | 15   |
| 16                 | 5   | Gabriel Bortoleto     | Kick Sauber-Ferrari          | 1.11,902 | N/A       | N/A      | 16   |
| 17                 | 87  | Oliver Bearman        | Haas-Ferrari                 | 1.11,979 | N/A       | N/A      | 202  |
| 18                 | 10  | Pierre Gasly          | Alpine-Renault               | 1.11,994 | N/A       | N/A      | 17   |
| 19                 | 18  | Lance Stroll          | Aston Martin Aramco-Mercedes | 1.12,563 | N/A       | N/A      | 193  |
| 20                 | 43  | Franco Colapinto      | Alpine-Renault               | 1.12,597 | N/A       | N/A      | 18   |
| 107%-tid: 1.16,215 |     |                       |                              |          |           |          |      |
| Kilde:             |     |                       |                              |          |           |          |      |

Noter:
↑1 - Lewis Hamilton blev givet en 3-plads straf for at køre i vejen for Max Verstappen under del 3.
↑2 - Oliver Bearman blev givet en 10-plads straf for at overhæle Carlos Sainz Jr. under rødt flag i løbet af den anden træningssession.
↑3 - Lance Stroll blev givet to straffe. Først en 1-plads straf for at være skyld i et sammenstød med Charles Leclerc under den første træningssession, og herefter en 3-plads straf for at køre i vejen for Pierre Gasly under del 1 af kvalifikationen. Straffene endte dog ikke med at have en effekt som resultat af Bearmans straf.

## Resultat
| Pos.                                                            | Nr. | Kører                 | Konstruktør                  | Omgange | Tid/Udgået  | Startpos. | Point |
| --------------------------------------------------------------- | --- | --------------------- | ---------------------------- | ------- | ----------- | --------- | ----- |
| 1                                                               | 4   | Lando Norris          | McLaren-Mercedes             | 78      | 1:40.33,843 | 1         | 25    |
| 2                                                               | 16  | Charles Leclerc       | Ferrari                      | 78      | +3,131      | 2         | 18    |
| 3                                                               | 81  | Oscar Piastri         | McLaren-Mercedes             | 78      | +3,658      | 3         | 15    |
| 4                                                               | 1   | Max Verstappen        | Red Bull Racing-Honda RBPT   | 78      | +20,572     | 4         | 12    |
| 5                                                               | 44  | Lewis Hamilton        | Ferrari                      | 78      | +51,387     | 7         | 10    |
| 6                                                               | 6   | Isack Hadjar          | Racing Bulls-Honda RBPT      | 77      | +1 omgang   | 5         | 8     |
| 7                                                               | 31  | Esteban Ocon          | Haas-Ferrari                 | 77      | +1 omgang   | 8         | 6     |
| 8                                                               | 30  | Liam Lawson           | Racing Bulls-Honda RBPT      | 77      | +1 omgang   | 9         | 4     |
| 9                                                               | 23  | Alexander Albon       | Williams-Mercedes            | 76      | +2 omgange  | 10        | 2     |
| 10                                                              | 55  | Carlos Sainz Jr.      | Williams-Mercedes            | 76      | +2 omgange  | 11        | 1     |
| 11                                                              | 63  | George Russell        | Mercedes                     | 76      | +2 omgange  | 14        |       |
| 12                                                              | 87  | Oliver Bearman        | Haas-Ferrari                 | 76      | +2 omgange  | 20        |       |
| 13                                                              | 43  | Franco Colapinto      | Alpine-Renault               | 76      | +2 omgange  | 18        |       |
| 14                                                              | 5   | Gabriel Bortoleto     | Kick Sauber-Ferrari          | 76      | +2 omgange  | 16        |       |
| 15                                                              | 18  | Lance Stroll          | Aston Martin Aramco-Mercedes | 76      | +2 omgange  | 19        |       |
| 16                                                              | 27  | Nico Hülkenberg       | Kick Sauber-Ferrari          | 76      | +2 omgange  | 13        |       |
| 17                                                              | 22  | Yuki Tsunoda          | Red Bull Racing-Honda RBPT   | 76      | +2 omgange  | 12        |       |
| 18                                                              | 12  | Andrea Kimi Antonelli | Mercedes                     | 75      | +3 omgange  | 15        |       |
| Ret                                                             | 14  | Fernando Alonso       | Aston Martin Aramco-Mercedes | 36      | Motor       | 6         |       |
| Ret                                                             | 10  | Pierre Gasly          | Alpine-Renault               | 7       | Sammenstød  | 17        |       |
| Hurtigste omgang: Lando Norris (McLaren) - 1.13,221 (omgang 78) |     |                       |                              |         |             |           |       |
| Kilde:                                                          |     |                       |                              |         |             |           |       |

## Stilling i mesterskaberne efter løbet
| Pos. | Kører           | Point |
| ---- | --------------- | ----- |
| 1    | Oscar Piastri   | 161   |
| 2    | Lando Norris    | 158   |
| 3    | Max Verstappen  | 136   |
| 4    | George Russell  | 99    |
| 5    | Charles Leclerc | 79    |

| Pos. | Konstruktør         | Point |
| ---- | ------------------- | ----- |
| 1    | McLaren-Mercedes    | 319   |
| 2    | Mercedes            | 147   |
| 3    | Red Bull-Honda RBPT | 143   |
| 4    | Ferrari             | 142   |
| 5    | Williams-Mercedes   | 54    |